# Maison de Tristan Tzara
La maison de Tristan Tzara est située au 15, avenue Junot, à Paris, dans le 18e arrondissement.

## Description
La maison de style moderne a été construite en 1926 par l'architecte autrichien Adolf Loos pour Tristan Tzara et sa femme, la peintre Greta Knutson.
La maison présente une façade simple et dépouillée à l'image du style développé par l'architecte qui prône l'absence d'ornements superflus. 
L'architecte a profité de la dénivellation du terrain en installant le garage au rez-de-chaussée au niveau de l'avenue Junot.
La construction a subi un écrêtement qui l'éloigne du plan initial dessiné par l'architecte.
La maison a été inscrite au titre des monuments historiques par l'arrêté du 15 janvier 1975, pour ses façades et sa couverture.